# Frederick W. Smith
Frederick Wallace Smith (ur. 11 sierpnia 1944 w Marks, zm. 21 czerwca 2025) – amerykański przedsiębiorca, założyciel, dyrektor i przewodniczący rady nadzorczej FedEx, wcześniej znanej jako Federal Express – pierwszej na świecie firmy, która oferowała dostarczanie przesyłek w ciągu doby.

## Życiorys

### Młodość
Był synem Fredericka C. Smitha – założyciela Dixie Greyhound Bus Lines i sieci restauracji Toddle House. Jego ojciec zmarł, gdy Fredrick miał 4 lata, potem chłopiec był wychowywany przez matkę i wujów. W młodości był pilotem amatorem i uczęszczał do Memphis University School. W 1962 dostał się na Uniwersytet Yale.
W trakcie studiów napisał pracę proponującą stworzenie usługi szybkiego dostarczania przesyłek, za którą prawdopodobnie otrzymał ocenę C (odpowiednik polskiej czwórki). Ta praca stała się ideą założycielską firmy FedEx (przez wiele lat paczka pokazywana na ogłoszeniach firmy, miała adres zwrotny właśnie na Yale). Smith był członkiem bractw: Delta Kappa Epsilon oraz Skull and Bones. Dyplom licencjata z ekonomii odebrał w 1966. W latach szkolnych był przyjacielem George’a W. Busha, a także partnerem w pilotażu Johna Kerry’ego.

### Służba w korpusie Marines
Po uzyskaniu dyplomu Smith wstąpił do Korpusu Piechoty Morskiej, służąc tam od 1966 do 1970 jako członek załogi samolotu obserwacyjnego. Nie był pilotem ani nawigatorem – jego zadaniem było obserwowanie i kontrolowanie działań na ziemi z powietrza. W czasie służby Smith obserwował system logistyczny Marynarki Wojennej Stanów Zjednoczonych. Służył przez dwie zmiany w czasie wojny w Wietnamie, uczestnicząc w ponad 200 misjach bojowych. Został zwolniony z wojska w stopniu kapitana z odznaczeniami Srebrnej Gwiazdy, Brązowej Gwiazdy i dwoma orderami Purpurowego Serca.

### Kariera biznesowa
W 1970 Smith kupił pakiet kontrolny przedsiębiorstwa obsługi samolotów Ark Aviation Sales i w 1971 przekształcił je w firmę handlującą używanymi samolotami. 18 czerwca 1971 założył Federal Express. Idea firmy oparta była na idei bankowego centrum rozliczeniowego – gdzie wszystkie banki wysyłały swoje rachunki do centrum rozliczeniowego. Smith był członkiem rad nadzorczych kilku dużych spółek publicznych, szpitali i izb handlowych. W 2006 został Człowiekiem Roku Francusko-Amerykańskiej Izby Handlowej. Jest członkiem Hali Sław Lotnictwa oraz Dyrektorem Zarządzającym Roku 2004 według Czasopisma „Chef Executive”. Był także współwłaścicielem Washington Redskins – drużyny futbolu amerykańskiego.

## Poglądy polityczne
Po wyborach prezydenckich w Stanach Zjednoczonych w 2000 roku, w których Smith popierał Busha, spekulowano, że może zostać sekretarzem obrony. W 2004 znów poparł George’a W. Busha, a w 2008 Johna McCaina.